# Terme (Samsun)
Terme és un poble a la Regió de la Mar Negra, Turquia, i un districte de la província de Samsun. Terme es troba a 58 km al centre de Samsun, ciutat de la qual també forma un ajuntament de segon grau. És el districte més a l'est de la província i té frontera amb la Província d'Ordu. La població de Terme, l'any 2015 era de 71.910 persones; 36.422 dones i 35.488 homes.

## Cultura i gastronomia

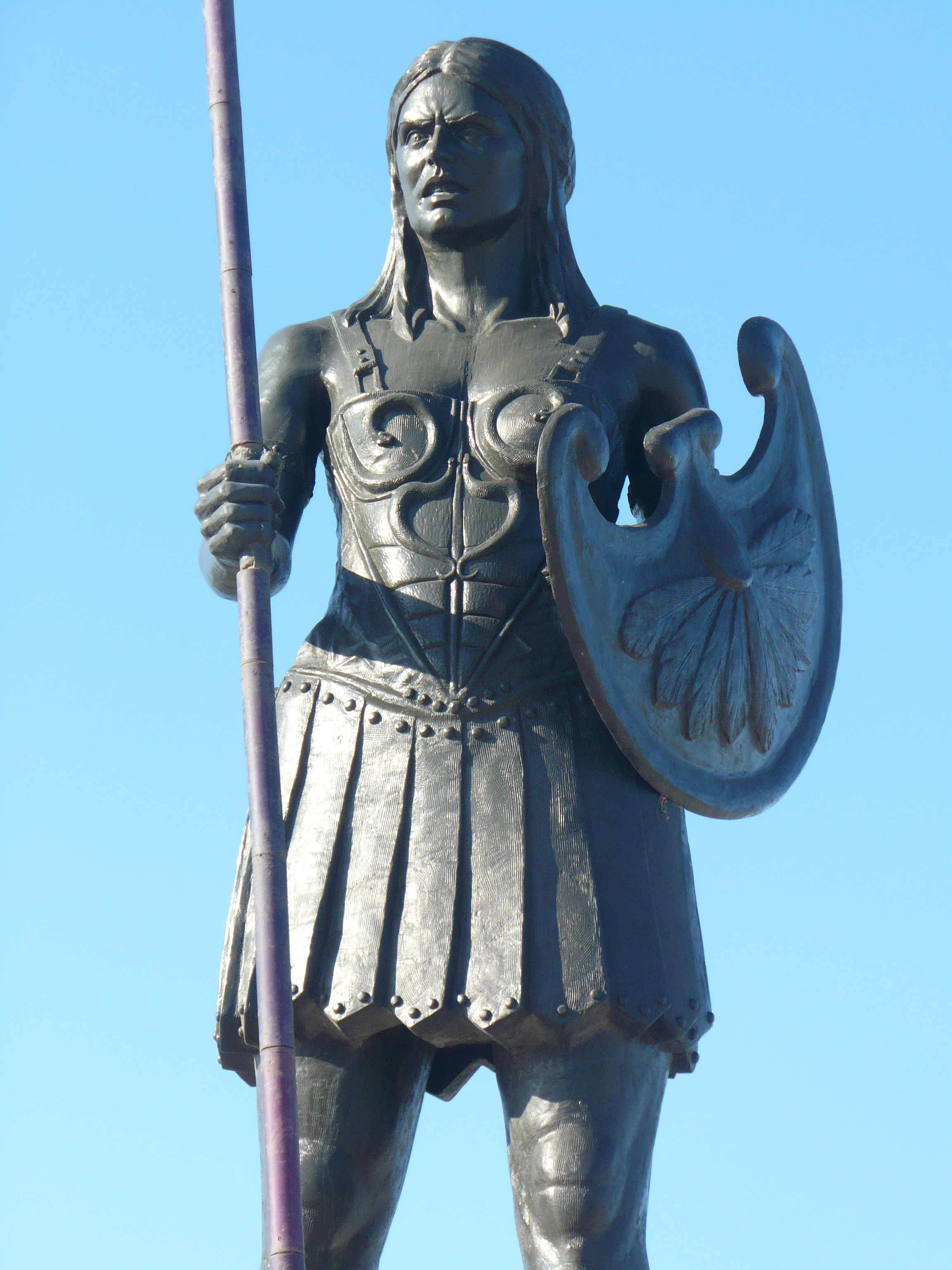
Amazones de Temiscura.

A la cuina de Terme són famosos keşkek, tirit, mısır çorbası (una sopa a base de dacsa, típica de la regió de Mar Negre Central), Terme pidesi (pide de Terme), lepsi, i hamsili pilav.